# Clemens Schultz

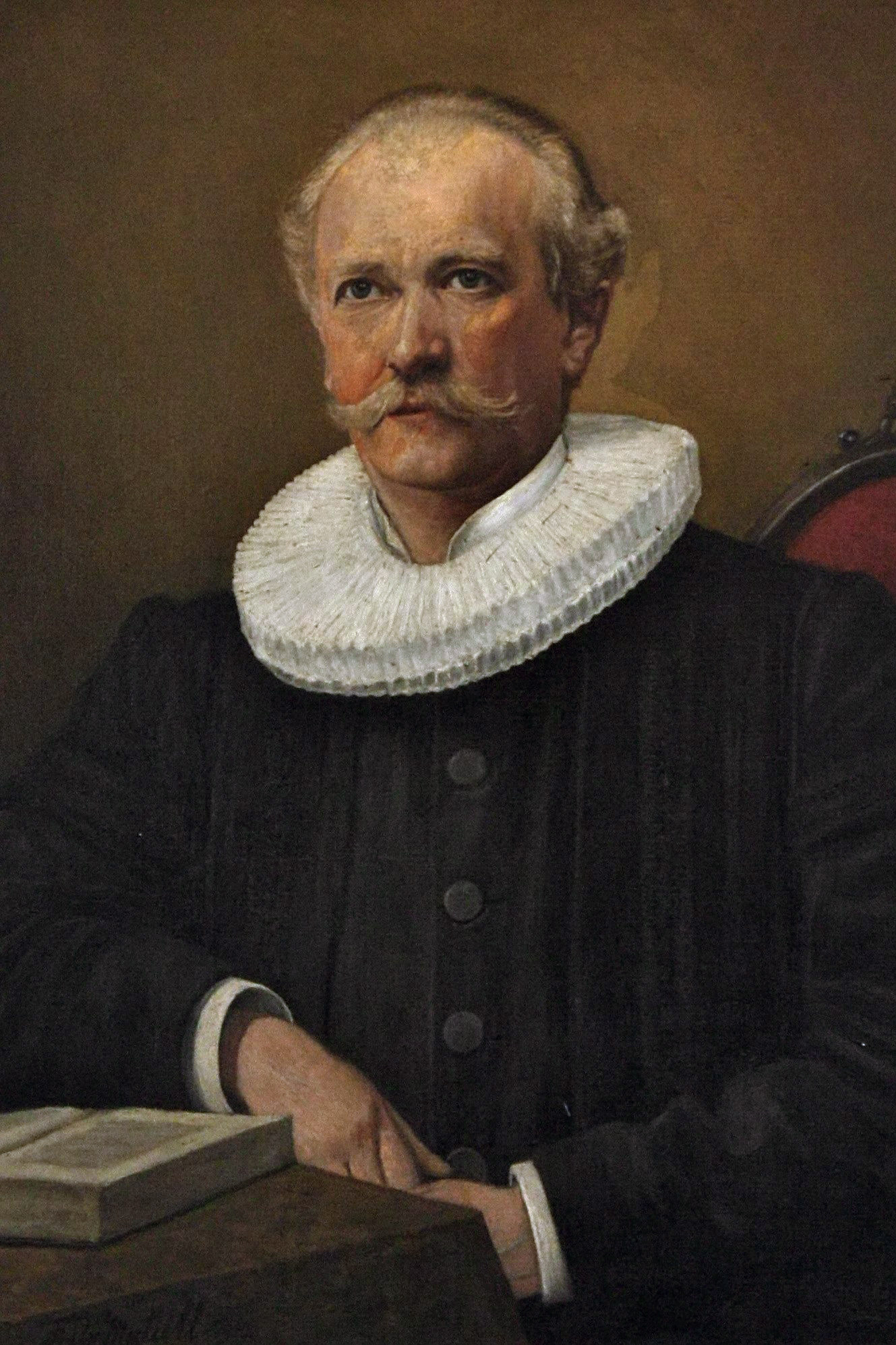
Porträt in der Kirche St. Pauli

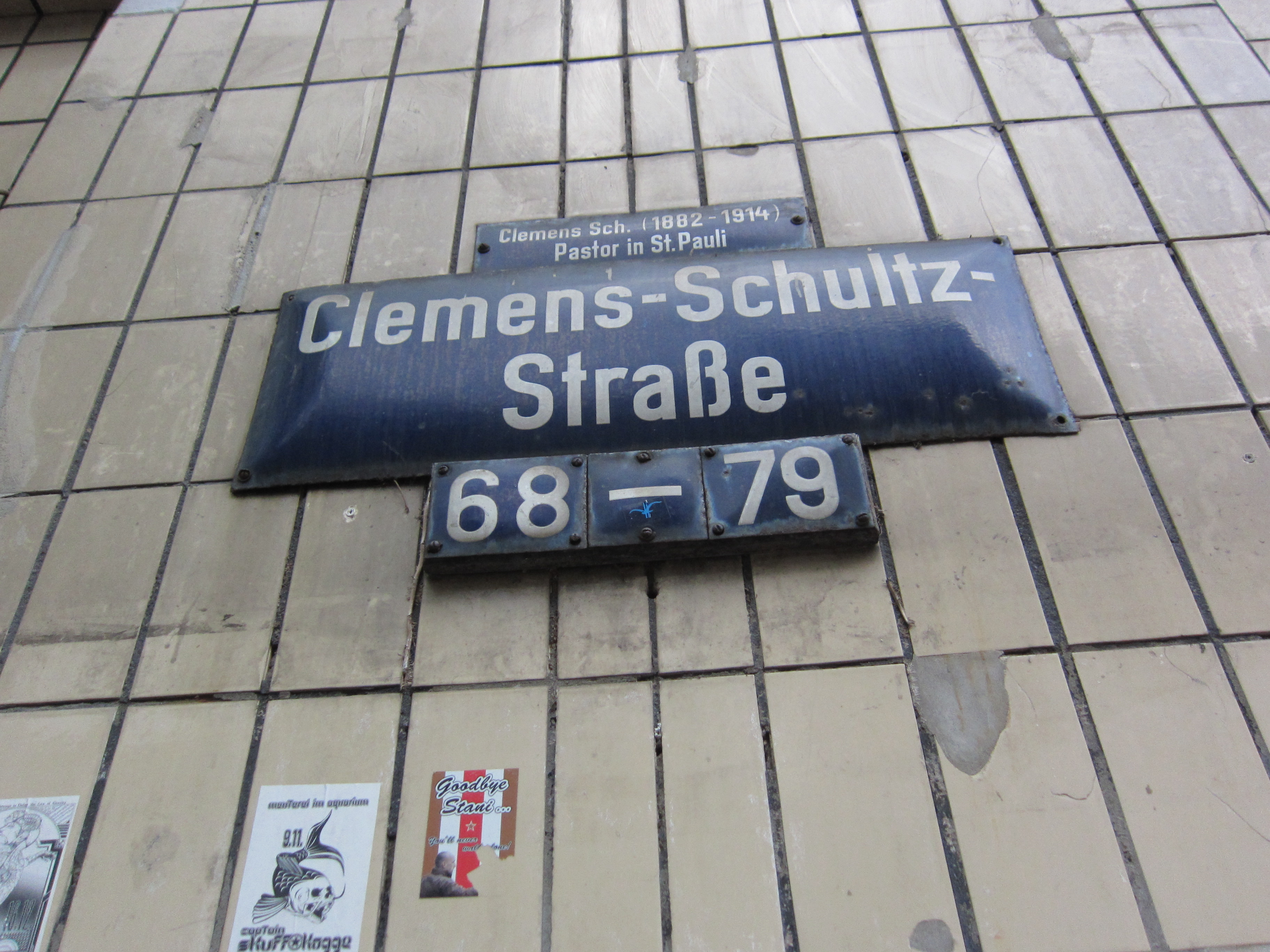
Straßenschild
Clemens-Schultz-Straße

Clemens Schultz (* 22. September 1862 in Hamburg; † 13. Januar 1914 ebenda, vollständiger Name Clemens Eduard Ferdinand Carl Schultz) war der bedeutendste Pastor der Hamburger Kirche St. Pauli und einer der Begründer moderner kirchlicher Jugendarbeit und -fürsorge. Er gründete die ersten sogenannten „Lehrlingsvereine“ oder „Gehilfenvereine“ in Hamburg als Mittel seelsorgerischer und sozialer Betreuung junger Arbeiter.

## Leben
Clemens Schultz wurde als ältester Sohn des Direktors einer Seeversicherungsgesellschaft geboren, der jedoch bereits im Jahr 1878 noch vor der Beendigung von Schultz’ Schulausbildung starb. 1886 schloss er den Besuch des Wandsbeker Gymnasiums mit dem Abitur ab und begann direkt anschließend in Jena ein Theologiestudium. Das Studium führte er in Berlin weiter und kehrte 1890 nach Hamburg zurück, um sich auf sein Examen vorzubereiten. Da die finanzielle Situation seiner Mutter nicht sehr gut war, erteilte er Privatunterricht und kam auf diesem Weg vermehrt in Kontakt zu jüngeren Menschen. Seinen Abschluss legte er erst 1894 beim dritten Versuch erfolgreich ab.
Zunächst wurde er im Hamburger Lehrerseminar aufgenommen. Er bekam Kontakt zu Nicolai von Ruckteschell, damals Pastor in Eilbek und wurde von ihm menschlich und fachlich stark beeinflusst.
Im Juli 1896 erhielt Clemens Schultz seine feste Pfarrstelle in der Kirche von St. Pauli. Der Schwerpunkt seiner Tätigkeit war bald die Konfirmandenarbeit, bei der er sich trotz der schwierigen sozialen Verhältnisse auf St. Pauli als außerordentlich engagiert und erfolgreich zeigte. Pro Jahr betreute er zwischen 400 und 600 Konfirmanden. Um die Jugendlichen auch nach der Konfirmation noch weiterbilden und betreuen zu können, gründete Clemens Schultz zunächst 1894 die Vereinigung St. Paulianer Lehrlinge und später für junge Männer mit abgeschlossener Ausbildung den St. Pauli-Gehilfenverein.
Clemens Schultz muss auf seine Zeitgenossen eine erhebliche Faszination ausgeübt haben. Alle seine Aktivitäten waren außerordentlich erfolgreich, die beiden Vereine wuchsen schnell, ihre jährlichen Versammlungen wurden von bis zu 800 Personen besucht. Schultz’ Sprechstunden und seine Gottesdienste waren meist überfüllt. Neben den beiden Vereinen gründete er auch die Kinderkrippe der Gemeinde, an deren Tradition die Kindertagesstätte bis heute anknüpft. Er war nicht nur Pastor, sondern eher Pädagoge und Sozialarbeiter, er schuf eine Grundlage für die Jugendarbeit bzw. -fürsorge in Hamburg. Dadurch erreichte er einen Bekanntheitsgrad der deutlich über die Stadtgrenzen hinaus reichte. Schultz selbst bezeichnete sich häufig ironisch als „Dom- und Hofprediger“, womit er seine Tätigkeiten auf dem Jahrmarkt auf dem Heiligengeistfeld sowie in den Hinterhöfen St. Paulis meinte.
Seine Erfahrungen mit Jugendlichen und seine Sicht auf die Arbeiterkultur führte er in der 1912 veröffentlichten Broschüre Die Halbstarken zusammen, mit der er einen bis heute verbreiteten Begriff prägte.
Schultz widmete sich in seinen letzten Lebensjahren auch der Freimaurerei. Er wurde 1904 in den Bruderbund der St. Johannis-Loge „Zum Rothen Adler“ aufgenommen und war ab 1905 Mitglied der St. Andreas-Loge „Fidelis“. Ab 1913 wirkte er als Logenmeister der Hamburger Freimaurerloge „Zum Gral“ und gehörte zu deren Gründungsmitgliedern.
Am 13. Januar 1914 starb Schultz nach einer langwierigen Krankheit und wurde unter großer Anteilnahme auf dem Friedhof Ohlsdorf beerdigt. Nach ihm ist bis heute eine Straße auf St. Pauli benannt. Auf dem Kirchhof „seiner“ Kirche steht immer noch der Grabstein als Gedenkstein für ihn.

## Lehrlings- und Gehilfenverein
Der Zweck der beiden Vereine wird in ihren jeweiligen Satzungen wie folgt definiert:

„§ 1. Die Vereinigung bezweckt: 1. Die heranwachsende männliche Jugend davor zu bewahren, den Sonntag Abend in falscher oder schlechter Weise zu verbringen. [...]“

„§ 1. [Er] soll [...] den Zweck der Belehrung verfolgen [... und] will seine MItglieder in möglichst objektiver Weise mit den bestehenden Verhältnissen in Kirche, Staat und Gesellschaft vertraut machen.“

Der Lehrlingsverein sollte der seelsorgerischen Betreuung Jugendlicher außerhalb der kirchlichen Institutionen dienen. Ein festes Programm gliederte den Vereinsabend am Sonntag in gemeinschaftliche Beschäftigungen, Vorträge, Spiele und Unterhaltungen oder Gesang. Für die Mitglieder waren der Besuch der Vorträge verpflichtend und ihnen stand eine Bibliothek zur Verfügung. Um die volle Mitgliedschaft zu erreichen, musste zunächst die Empfehlung durch ein anderes Vollmitglied vorliegen und anschließend eine Probezeit erfolgreich absolviert werden. Den Mitgliedern wurden definierte Verhaltensrichtlinien gegeben, wie „durchaus gesittetes Benehmen [,...] irgend welche Störung [der Vorträge...] auf das energischste zurückzuweisen [... und] nach Schluß der Versammlungen ohne Umwege und ohne Aufenthalt sofort nach Hause zu gehen“ (§ 11 der Statuten für die Vereinigung St.Paulianer Lehrlinge). Der Verein verwaltete sich vollständig selber, Clemens Schultz bekleidete keine offizielle Position im Vorstand. Er nutzte jedoch seine ausgezeichneten Kontakte innerhalb Hamburgs, um immer wieder erfahrene Redner für die Vorträge zu gewinnen. Zu diesen gehörten unter anderem andere Pastoren, Lehrer und Ärzte. Dem Lehrlingsverein konnte man nur maximal vier Jahre angehören, danach musste man ausscheiden und konnte dem Gehilfenverein beitreten.
Der Gehilfenverein sollte für die schon wirtschaftlich selbständigen jungen Arbeiter die Zeit zwischen Ende der Berufsausbildung und Gründung einer eigenen Familie überbrücken. Er war weniger behütend, als vielmehr bildend. Zu diesem Zweck veranstaltete der Verein zwei Mal pro Monat Vortragsabende mit anschließender Diskussion und ein Mal pro Monat die Besichtigung einer öffentlichen gemeinnützigen Institution. Der Besuch der Vortragsabende war verpflichtend. Mitglieder, die sich „in einer den Verein verletzenden Weise“ (§ 5 der Satzungen für den St.Pauli-Gehilfenverein) verhielten, konnten auf Beschluss der Generalversammlung aus dem Verein ausgeschlossen werden. Der Rahmen der Vortragsabende war dem Publikum angepasst, sie fanden in einem Saal der Bavaria-Brauerei statt und liefen für gewöhnlich in einem geselligen Beisammensein unter der Aufsicht Schultz’ aus. Auch die behandelten Themen waren der Interessenlage des Publikums angepasst: Politik, Geschichte, Technik, Hamburg, Verkehr und Handel bildeten die Schwerpunkte.